# Governo da Ossétia do Sul
O Governo da República da Ossétia do Sul (em russo: Правительство Республики Южная Осетия) é a liderança política da República da Ossétia do Sul apenas parcialmente reconhecida, mas de fato independente.

## Poder Executivo
O Chefe de Estado da Ossétia do Sul é o Presidente, o atual presidente é Alan Gagloyev. O Chefe de Governo é o Primeiro-Ministro, que é apoiado por um Gabinete de Ministros. O atual Primeiro-Ministro é Konstantin Djussoev.
Em agosto de 2009, o então Presidente Eduard Kokoity demitiu o Gabinete de Aslanbek Bulatsev. Foi dito que Bulatsev estava doente há muito tempo e repetidamente tentou renunciar. Todos os ministros mantiveram seus cargos por algum tempo e trabalham com o novo PM, Vadim Brovtsev, embora alguns tenham sido substituídos depois de um tempo.

### Gabinete atual
| Cargo                                                              | Incumbente          |
| ------------------------------------------------------------------ | ------------------- |
| Primeiro-Ministro                                                  | Konstantin Djussoev |
| Primeiro Vice-Primeiro-Ministro                                    | Alan V. Dzhioev     |
| Vice-Primeiro Ministro - Ministro do Desenvolvimento Econômico     | Dzambolat Tadtaev   |
| Vice-Primeiro-Ministro                                             |                     |
| Chefe da Administração Presidencial                                | Alan N. Dzhioev     |
| Ministro da Agricultura                                            | Alan Margiev        |
| Ministro da Construção, Arquitetura, Habitação e Serviços Públicos | Eduard Dzagoev      |
| Ministro da Cultura                                                | Radmila Dzagoeva    |
| Ministro da Defesa                                                 | Marat Pavlov        |
| Ministro da Educação e Ciência                                     | Aryana Dzhioeva     |
| Ministro de Finanças                                               |                     |
| Ministro de Relações Exteriores                                    | Akhsar Dzhioev      |
| Ministro da Saúde e Desenvolvimento Social                         |                     |
| Ministro de Assuntos Internos                                      | Valeriy T. Gazzaev  |
| Ministro da Justiça                                                | Oleg Gagloev        |
| Ministro da Defesa Civil, Emergências e Gestão de Calamidades      | Ibrahim Gazseev     |